# 앤커 이노베이션즈
앤커 이노베이션즈 유한회사(Anker Innovations Co., Ltd, ) 또는 앤커()는 중화인민공화국 후난성 창사시에 본사를 둔 중국의 전자제품 제조업체이다. 이 회사의 제품군은 휴대폰 충전기, 차량용 충전기, 보조 배터리, 이어버드, 헤드폰, 스피커, 데이터 허브, 3D 프린터, 충전 케이블, 손전등(플래시라이트), 화면 보호기, 휴대용 전원 스테이션, 가정용 태양광 배터리 및 스마트 홈 기기 등을 포함한다.

## 역사
앤커는 2011년 스티븐 양이 광둥성 선전시에서 설립했지만, 곧 본사를 후난성 창사시로 이전했다. 2011년, 앤커는 교체용 노트북 배터리에서 스마트폰 충전기, 벽면 충전기, 휴대용 전원 및 회의 장비로 초점을 확장했다. 2014년 초, 앤커 이노베이션즈는 당시 구글 중국 영업 책임자였던 자오 둥핑을 고용했고, 그는 2020년에 사장이 되었다.

## 구매 가능 지역
중화인민공화국 국내 시장 외에도 앤커는 일본, 싱가포르, 미국, 영국에 자회사를 두고 있다. 2016년 이전에는 앤커 제품이 거의 독점적으로 아마존 마켓플레이스와 뉴에그에서 판매되었다. 앤커 제품은 현재 베스트 바이, 타깃, 콜스와 같은 대형 매장에서도 판매된다. 또한 쇼피, 아마존, 이베이 및 앤커와의 계약을 맺은 다른 제3자 웹사이트와 같은 다양한 다른 전자 상거래 웹사이트에서도 구매할 수 있다.

## 브랜드 및 제품

앤커 브랜드 로고.

앤커는 보조 배터리, 충전 케이블, 벽면 어댑터, 멀티탭, USB 허브, 그리고 Bolder 서브 브랜드로 손전등을 만든다. Soundcore는 블루투스 이어버드, 헤드폰, 스피커를 만든다. Eufy는 스마트 홈 가전 및 보안 기기를 생산한다. Nebula는 휴대용 영상 프로젝터를 만든다. Roav는 자동차 액세서리를 만든다. Zolo는 Soundcore 브랜드의 전신이었다. KARAPAX는 휴대폰 케이스를 만들었다.
앤커의 충전 케이블 라인은 PowerLine이라는 상표명으로 출시되며, 최신 버전은 PowerLine III이다. 이 케이블은 애플에서 MFi(Made for iPhone) 인증을 받았다.
앤커는 또한 AnkerMake라는 이름으로 3D 프린터 및 3D 프린팅 필라멘트를 만든다. 현재 M5와 M5C 두 가지 모델의 3D 프린터가 있다. M5는 AnkerMake가 처음 만든 프린터였다. 이것은 킥스타터 캠페인을 통해 자금을 지원받았다. 2025년에 3D 프린터 라인을 중단하고, UV 프린터를 판매하기 위해 eufyMake로 리브랜딩했다. 앤커메이크는 계속해서 3D 프린팅 필라멘트와 부품을 판매한다.

## 논란
앤커의 서브 브랜드 중 하나인 Eufy는 웹캠으로 녹화된 모든 데이터가 클라우드 접근 없이 로컬에 저장되며, 소유자만이 데이터에 접근할 수 있다고 주장했다. 그러나 보안 연구원 폴 무어는 이미지와 비디오가 AWS를 통해 임대된 Eufy 서버에 업로드되는 것을 발견했다. 또한 이러한 이미지는 사용자 데이터와 함께 태그되어 있었다. 이미지를 삭제하고 Eufy 계정을 삭제한 후에도 무어는 이미지가 Eufy의 AWS 서버에 남아있는 것을 발견했다. 이로 인해 리누스 테크 팁스와 같은 여러 후원 단체가 앤커를 후원사 목록에서 제외했다. 2022년 12월, 더 버지는 Eufy가 '개인정보 보호 약속' 페이지를 크게 변경하여 카메라의 개인정보 보호 측면에 대한 이전 진술 중 많은 부분을 삭제했다고 보도했다.
2024년 12월 13일자 새로운 개인정보 처리방침이 Anker Innovations Technology Company Limited [중국]에 의해 게시되었는데, Eufy 앱에서 이를 수락하지 않으면 사용자는 Eufy 보안 장치에 접근하거나 제어할 수 없다. 이 새로운 정책은 광범위하며 사용자가 중국 모회사에 개인 데이터를 저장하고 처리하도록 허용해야 하는데, 이는 영국에서 거의 확실히 불법이다. 그러나 중국 모회사의 영국 법인 자회사인 Anker Technology (UK) Limited는 여전히 2023년 6월 27일자 개인정보 처리방침을 표시하고 있으며, Eufy 앱 접근성 상실에 대한 문의에는 응답하지 않는다.

## 갤러리

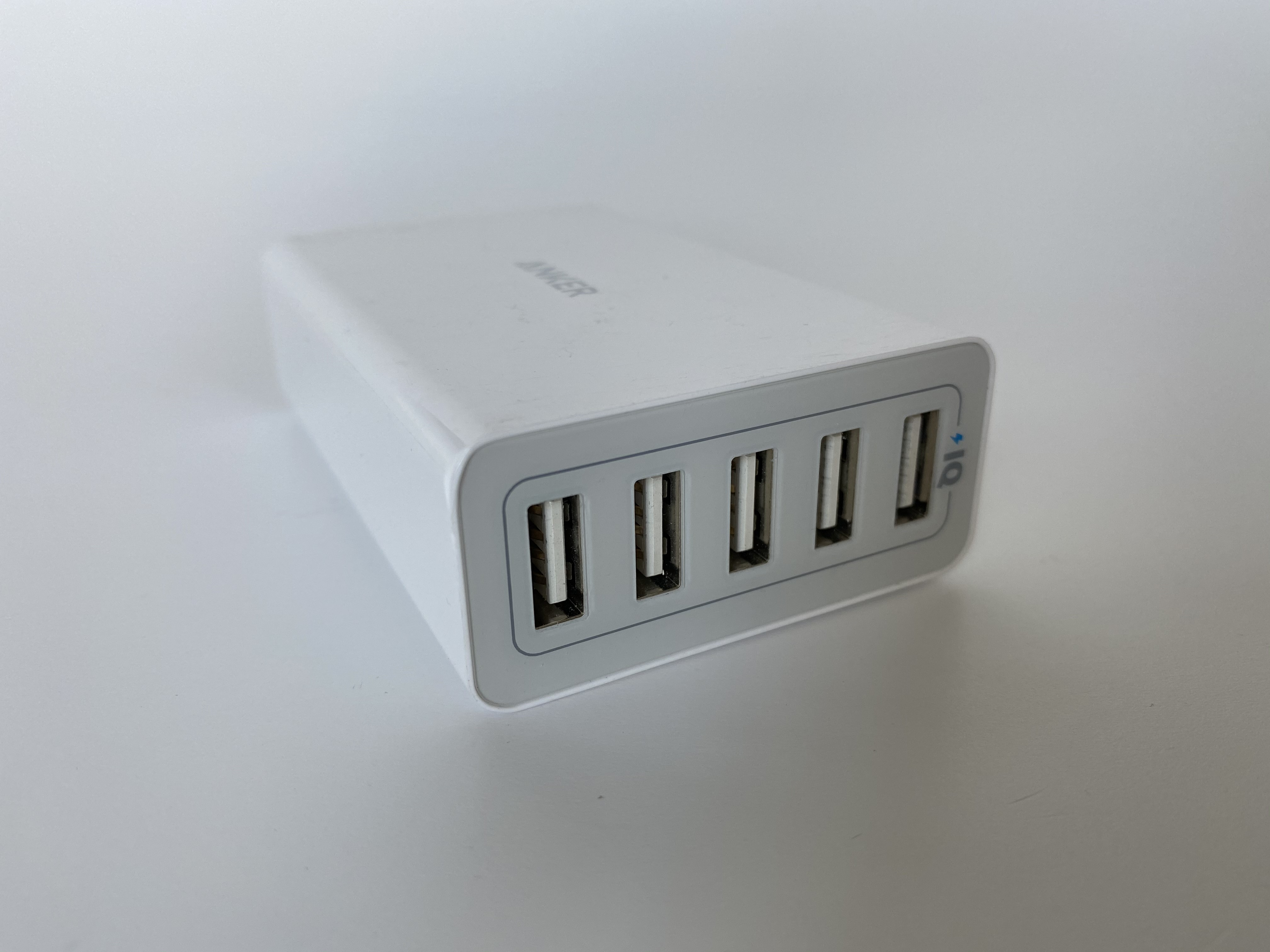
Anker PowerPort, 5개 포트가 있는 고속 USB 충전기
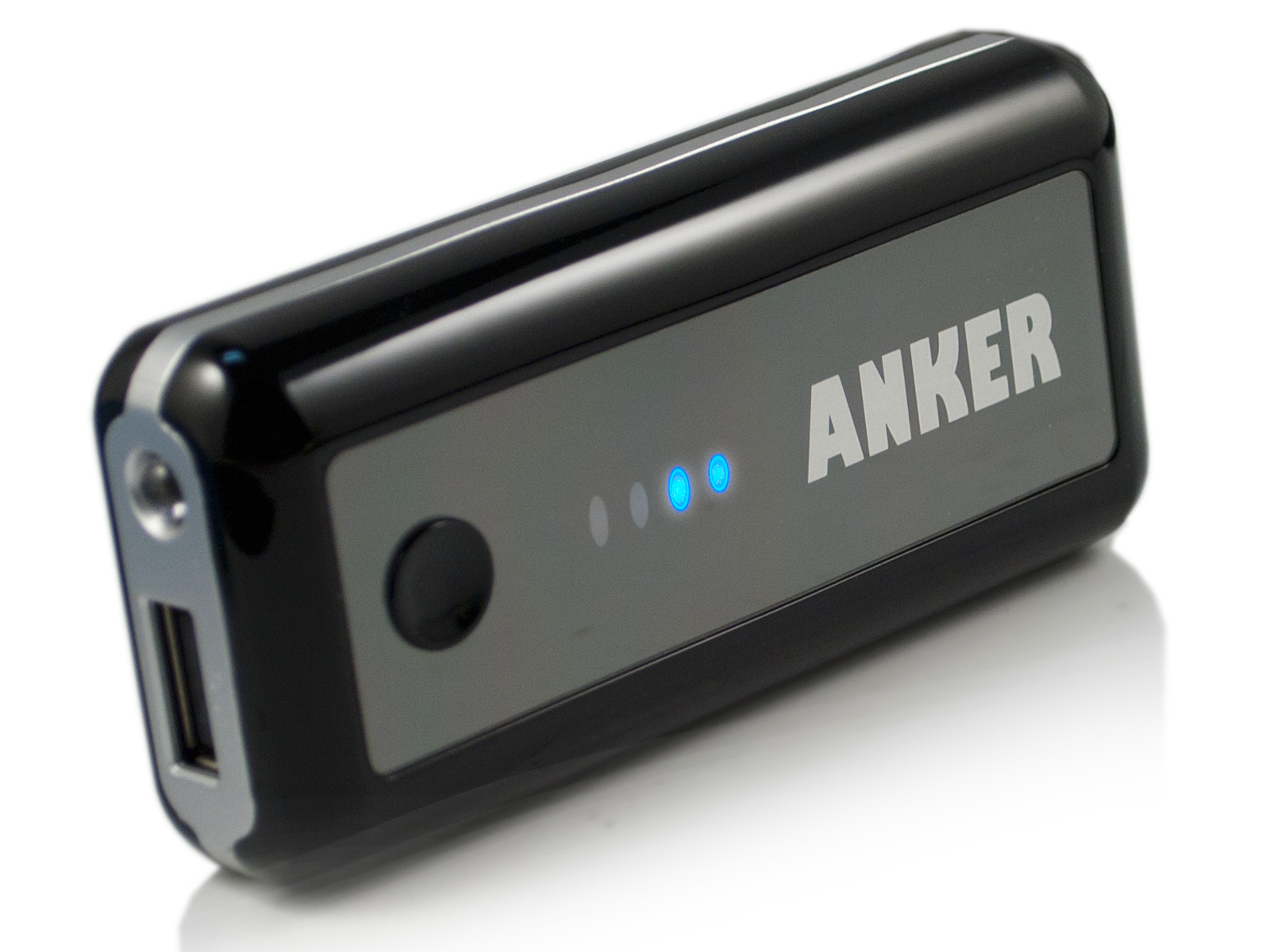
2011년에 출시된 모바일 배터리 충전기 앤커 아스트로
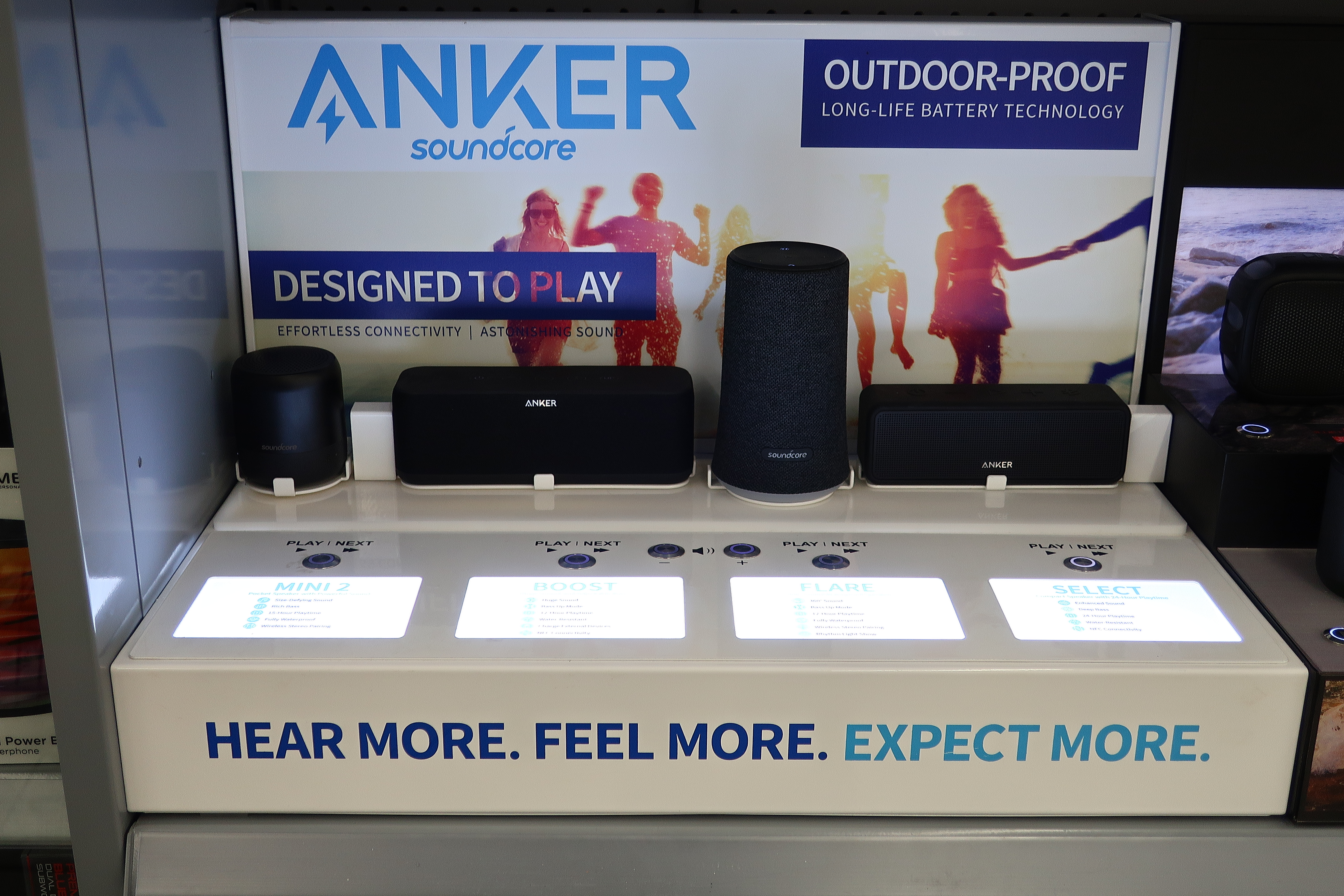
앤커 SoundCore 인터랙티브 스피커 디스플레이
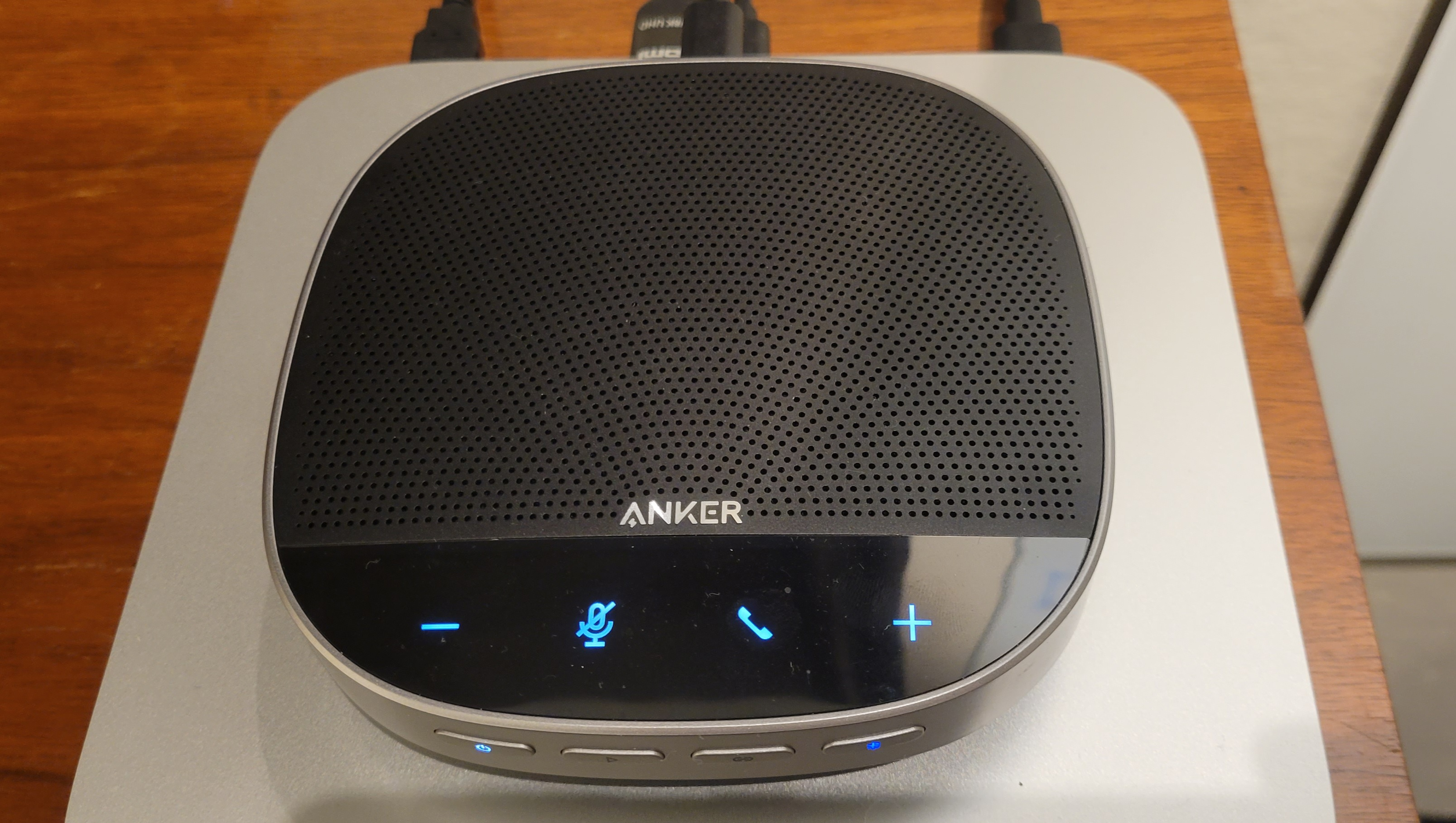
앤커 PowerConf S500 스피커폰
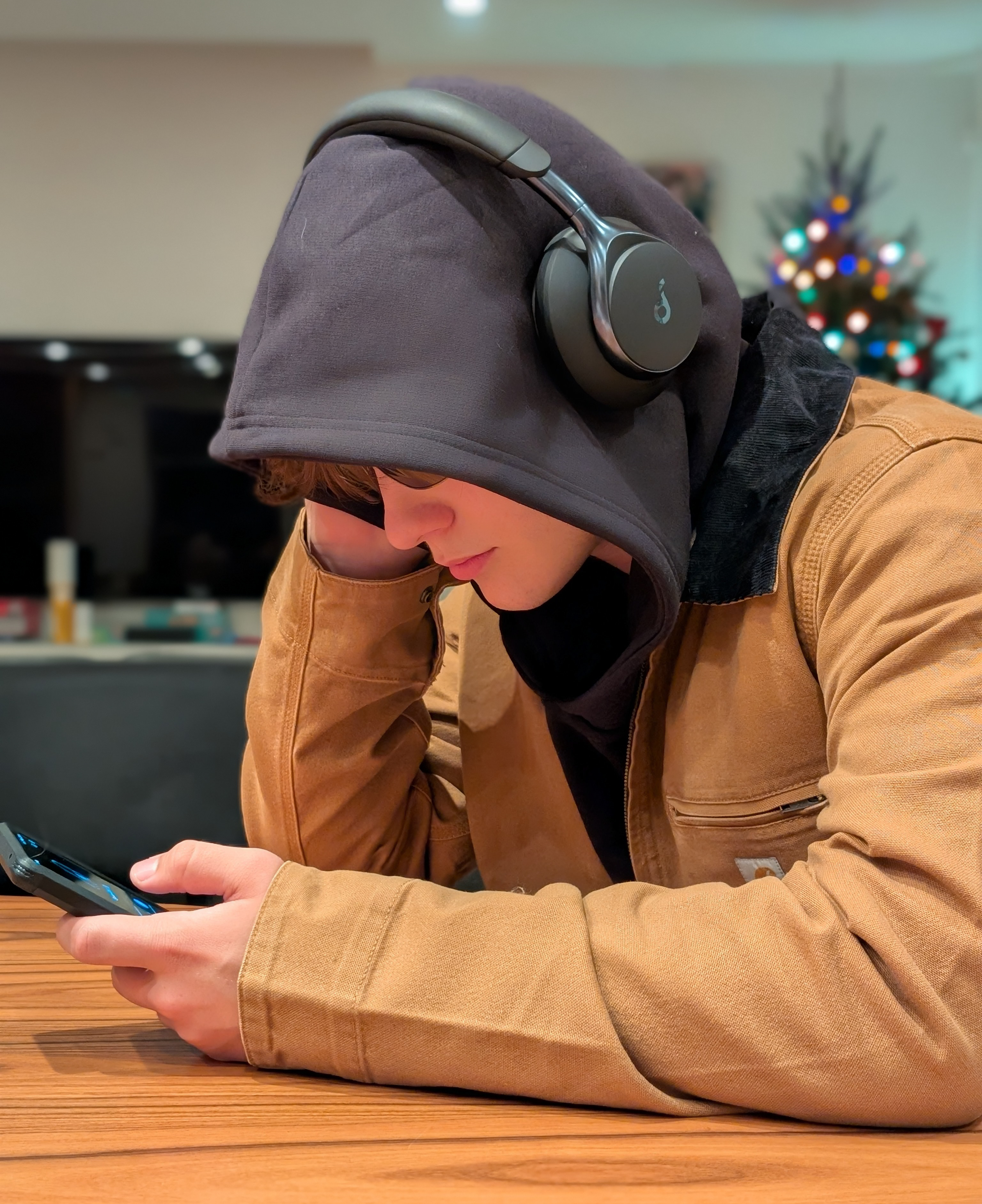
앤커 Soundcore Space Q45

## 참고
1. ↑  중국어: 安克创新, 병음: Ānkè Chuàngxīn
2. ↑  중국어: 安克, 병음: Ānkè